# Liste des sites mégalithiques du pays de Carnac, La Trinité-sur-Mer et Plouharnel
Cet article recense les sites mégalithiques du pays de Carnac, de La Trinité-sur-Mer et Plouharnel, dans le Morbihan, en Bretagne.

## Carnac
La commune est connue pour ses alignements de 2 934 menhirs, ses dolmens et ses tumulus, dont voici une liste (non exhaustive) : 
- Alignement et dolmen de Kerlescan
- Alignement et dolmen de Kermario
- Alignement du Ménec
- Dolmen et menhir du Clos Pernel
- Alignement de Crucuny
- Menhirs de Lann-Grand-Viallarec
- Deux dolmens à galerie de Kerlagade
- Menhirs de Mispirec
- Alignement de Grandvellarec et tertre tumulaire
- Dolmen de Beaumer
- Dolmen de Coët-à-Tous
- Dolmen de Cruz-Menquen
- Dolmen d'Er-Roch-Vras
- Dolmen d'Er-Roh
- Dolmen de Kerdrain
- Dolmen de Kluder-Yer
- Dolmen de la Madeleine
- Dolmen de Mané-Bras
- Dolmen de Mané-Brisil
- Dolmen de Roch-Feutet
- Dolmen de Roch-Vihan
- Dolmens de Kériaval
- Alignement de Kériaval
- Menhir du Bourg de Carnac
- Menhir de Crifol
- Menhir d'Er-Roh
- Menhir de Kergo
- Menhir de Kerlagade
- Menhir de Kerluhir
- Menhir du Moustoir
- Menhir de Rohec
- Menhirs de Kerderff
- Premier dolmen à galerie avec la base de son tumulus
- Alignement de Kerloquet
- Cromlech nord de Kerlescan
- Restes de cromlech
- Sépulture circulaire dite de Toul-Prieu
- Six menhirs de l'enceinte du Ménec
- Tertre tumulaire et les trois menhirs couchés
- Tertre tumulaire et menhir debout
- Menhirs de Kériaval
- Tumulus de Kuergueoch
- Tumulus de Mané-Rumentur
- Tumulus de Crucuny
- Tumulus à double dolmen d'Er-Rohellec
- Tumulus d'Er-Voten-de-Mané-Lavarec
- Tumulus de Kercado
- Tumulus de Lann-Vras
- Tumulus à trois dolmens de Mané-Kérioned
- Tumulus, quadrilatère et menhir du Manio
- Tumulus du Mont-Saint-Michel
- Tumulus du Moustoir

## Plouharnel
À 3 kilomètres de Carnac, sur le territoire de la commune de Plouharnel se trouve un ensemble important de monuments mégalithiques de l'époque néolithique :
- un dolmen à la chapelle de Cosquer ;
- un dolmen à couloir à la chapelle Saint-Antoine
- un dolmen à couloir à Crucuno
- le cromlech rectangulaire de Crucuno,  dit « Quadrilatère de Crucuno »
- un menhir dans l'enceinte de Crucuno
- un dolmen à couloir à Kergavat
- un dolmen à couloir à Kerroc'h
- trois dolmens à couloir à Rondossec (la butte aux crapauds)
- un dolmen à couloir à Runesto
- un alignement de menhirs à Sainte-Barbe
- un alignement de menhirs au Vieux Moulin

## La Trinité-sur-Mer
À 4 kilomètres de Carnac, la Trinité-sur-Mer possède plusieurs sites mégalithiques, tous classés aux monuments historiques :
- Alignements du Petit-Ménec ( Classé MH (1889))
- Allée couverte d'Er-Roh ( Classé MH (1929))
- Dolmen de Kermarker ( Classé MH (1899))
- Dolmen de Mané Rohr ( Classé MH (1947))
- Dolmens de Mané-Kervilor ( Classé MH (1927))
- Tumulus d'Er-Velenc-Losquet ( Classé MH (1931))